# ESPN Zone
ESPN Zone était une chaîne de restaurants sur le thème du sport affiliée au réseau ESPN et détenue par la Walt Disney Company, au travers de sa filiale Disney Regional Entertainment.

## Les ESPN Zone
- Baltimore ouverte en juillet 1998 dans le Inner Harbor tout juste rénové, fermeture le 16 juin 2010.
- Chicago jouxtant le défunt DisneyQuest ouverte durant l'été 1998, fermeture le 16 juin 2010.
- New York à Times Square ouverte durant l'été 1998, fermeture le 16 juin 2010.
- Atlanta ouverte en mars 2000 au 3030 Peachtree Road. Fermée en 2009.
- Washington ouverte en mars 2000. Fermeture le 16 juin 2010.
- Downtown Disney à Disneyland Resort ouverte en janvier 2001. Fermeture en juin 2018.
- Las Vegas dans l'hôtel-casino New York-New York en 2001. Fermée en 2010.
- Denver ouvert en 2002 dans le centre-ville au Tabor Center. Fermée en 2009.
- Los Angeles ouvert en janvier 2009, restaurant franchisé à côté du Staples Center. Fermée en juillet 2013.

De plus deux espaces identiques dans les bateaux de la Disney Cruise Line utilisent le même concept. Ils s'appelaient ESPN SkyBox mais ont depuis été déplacés (pour être agrandis) et rebaptisés Diversions.

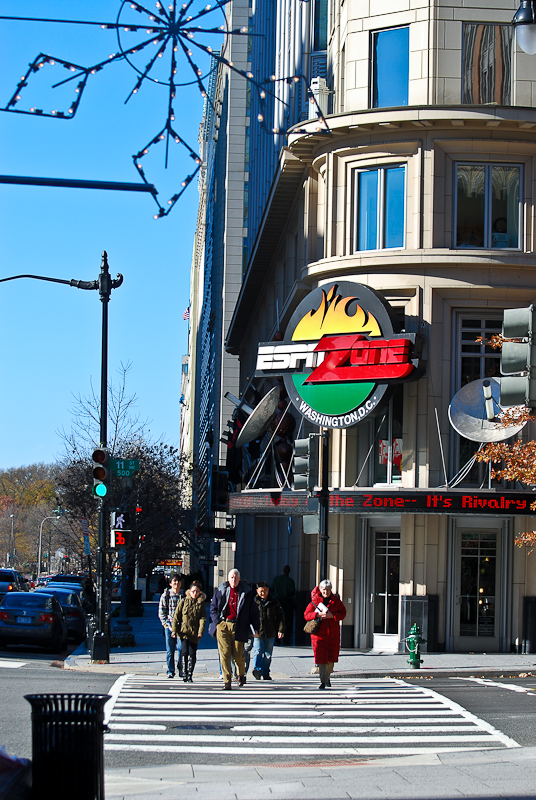
ESPN Zone à Washington DC en 2009
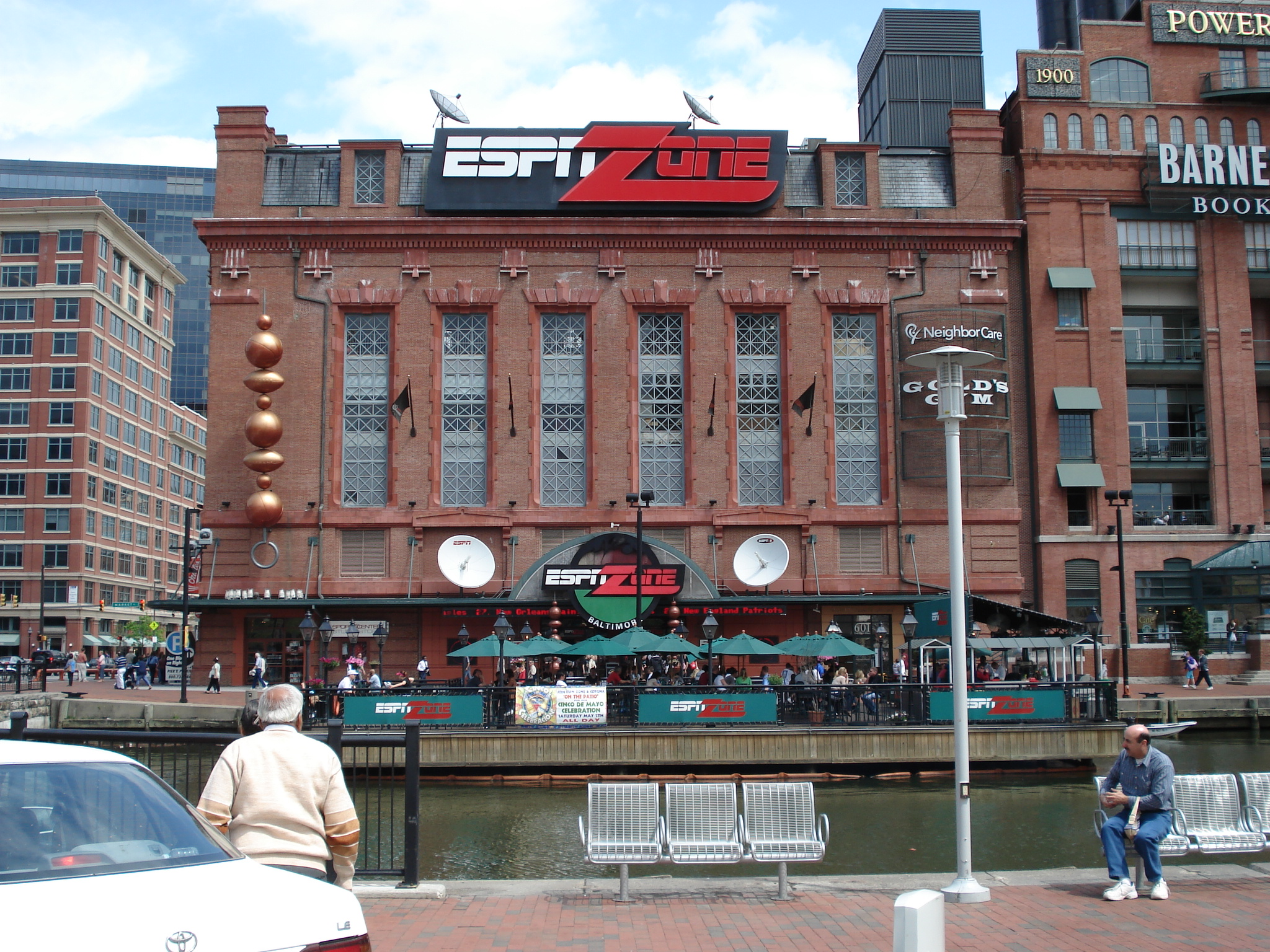
ESPN Zone à Baltimore en 2007
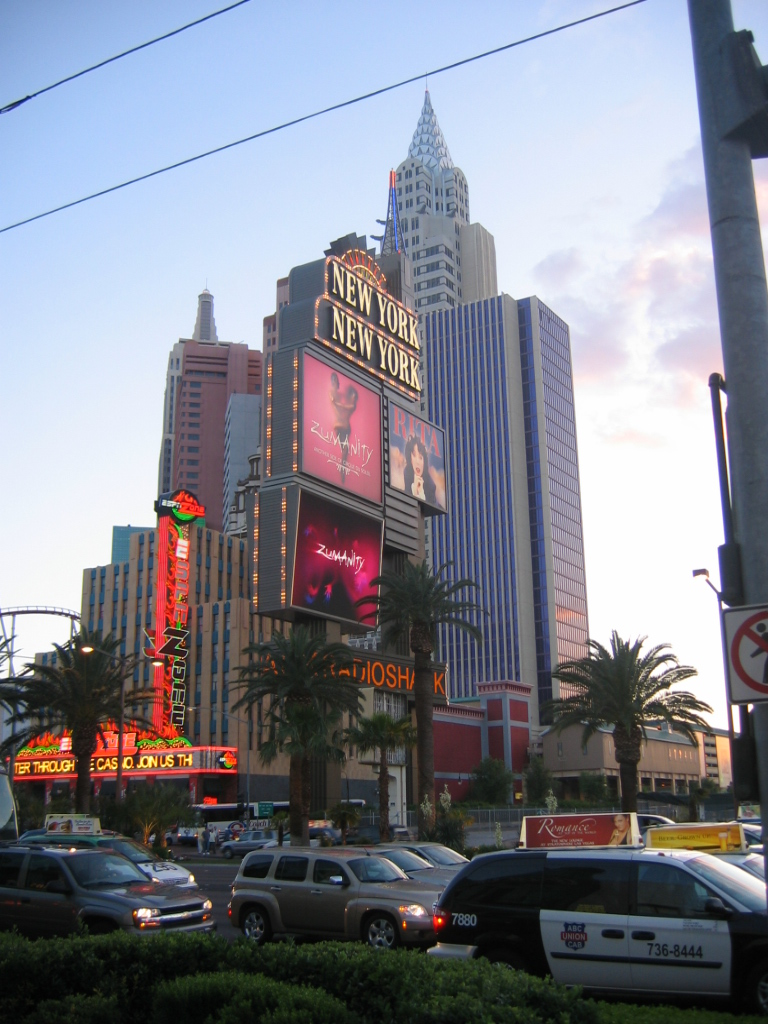
ESPN Zone à Las Vegas en 2006

## Historique

### Le conceptESPN Club
ESPN Club est le prototype ouvert en 1996 dans le Disney's BoardWalk de Walt Disney World Resort est toujours ouvert.
Le 14 octobre 1997, ESPN annonce un concept de restaurant à thème, The ESPN Zone, l'article The disparaîtra par la suite.

### 1998-2008: Ouverture
La première ESPN Zone ouvre le 11 juillet 1998 à Baltimore dans le Inner Harbor tout juste rénové.
Les suivantes ouvrent durant l'été 1998 à New York (Times Square) et à Chicago (jouxtant le DisneyQuest).
Les restaurants des villes d'Atlanta, Washington ouvrent en mars 2000.
En janvier 2001, un restaurant ouvre au sein du Downtown Disney de Californie. Un autre ouvre à Las Vegas dans l'hôtel-casino New York-New York.
En 2002, une nouvelle ESPN Zone ouvre dans le centre-ville de Denver.

### Depuis 2009: fermetures en raison de la crise
Depuis aucune ouverture n'a eu lieu mais des rumeurs parlent d'ouverture à l'international.
En janvier 2009, ESPN ouvre un restaurant à Los Angeles, sous franchise.
En 2009, ESPN ferme les deux restaurants d'Atlanta (octobre) et Denver (juin).
Le 9 juin 2010 ESPN annonce la fermeture des cinq ESPN Zone dès le 16 juin 2010 en dehors de celle de Disneyland,. Le 8 octobre 2010, l'ESPN Zone de Las Vegas est remplacée par un autre restaurant sur le thème du sport The Sporting House Bar and Grill.
Le 15 juillet 2013, l'ESPN Zone de Los Angeles située à côté du Staples Center ferme ses portes et doit être remplacée par 3 enseignes d'une même chaîne de restaurants.
Le 2 juin 2018, la dernière ESPN Zone, située dans le Downtown Disney ferme ses portes pour faire place à un hôtel.

## Le contenu des ESPN Zone
Chaque ESPN contient plusieurs sections pour manger, jouer ou regarder des matchs en plus d'une boutique.

### Sports Arena
C'est une salle de jeux d'au moins 900 m² avec des jeux différents selon le site mais toujours liés au thème du sport.
On peut y retrouver les célèbres Sega Rally, Virtua Tennis, ou des tables de air hockey.

### Screening Room
Cette salle est mitoyenne du bar-restaurant et propose sur un mur d'écran les retransmissions de rencontres sportives.

### Sports bar and Restaurant
Comme son nom l'indique cette partie est un bar et un restaurant. Ils proposent des repas avec des burgers, des viandes grillées, des pâtes et des petits-déjeuners.

### SportsCenter Studio Store
C'est la boutique des ESPN Zone. Elle propose des articles de sports et des objets aux couleurs d'ESPN.